# Federico II. de’ Rossi

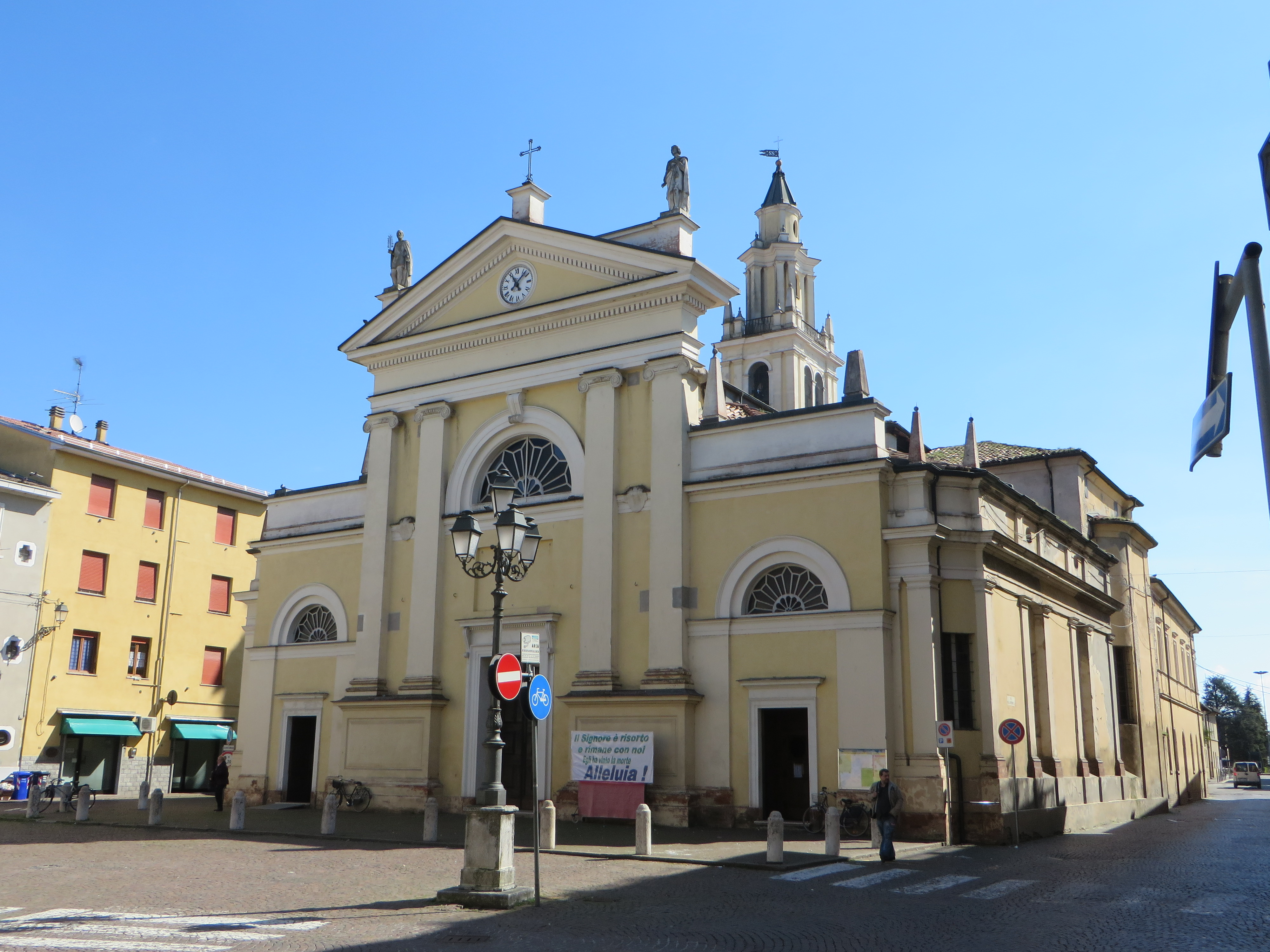
Collegiata della Beata Vergine Annunciata di San Secondo

Federico II. de’ Rossi (* 1660 in San Secondo; † 1754 in San Secondo) war ein italienischer Condottiere und Adliger, sowie 9. Markgraf von San Secondo.

## Biografie
Der Sohn von Scipione I. de’ Rossi und Maria Rangoni wurde 1660 geboren und wurde 1680, nach dem Verzicht seines Vaters auf den Titel, Markgraf von San Secondo. 1690 wurde er anlässlich der Hochzeit des Fürsten Odoardo II. Farnese zum Vertreter des Adels von Parma ernannt. Federico II. war Soldat: Er nahm an der Seite von Prinz Eugen am Spanischen Erbfolgekrieg gegen Frankreich teil und wurde 1704 nach der Schlacht bei Blindheim gefangen genommen.
Nach seiner Entlassung wurde er für seine erworbenen Verdienste zuerst zu einem der Berater am kaiserlichen Hof von Wien gewählt und dann 1708 von König Karl III. zum Granden von Spanien ernannt, was die höchste Ehre war, den die spanische Krone einem Adligen erweisen konnte.
Anders als seine Vorfahren, hatte Federico II. gute Beziehungen zur Familie Farnese, aber erst mit der Machtübernahme der Bourbonen wurde er von Herzog Philipp zum Gentleman erhoben. Federico II. starb 1754 in seinen Neunzigern und wurde in der Kapelle der Heiligen Katharina in der Rocca dei Rossi begraben.

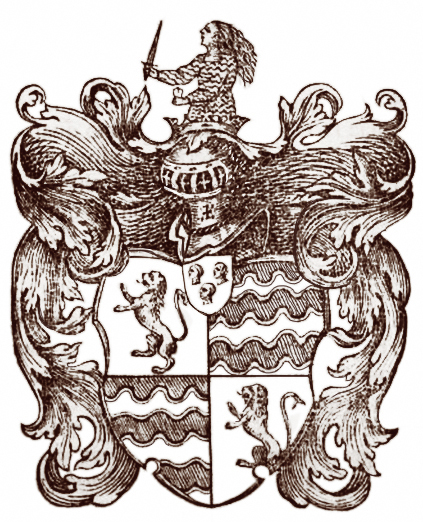
Wappen der Rossis von San Secondo

Aus der Zeit seiner Markgrafenschaft, der längsten überhaupt im Lehen San Secondo, sind einige bauliche Veränderungen bekannt, wie z. B. der Umbau und die Erweiterung der „Kapelle der Glücklichen Jungfrau von Serraglio“, die Fertigstellung des Ospedale della Misericordia, das wegen der dynastischen und finanziellen Wechselfälle, die die Rossis von San Secondo im 17. Jahrhundert heimsuchten, unvollendet blieb, der Bau der Ludwigskapelle und die Erweiterung der Kirche Collegiata della Beata Vergine Annunciata di San Secondo mit dem Anbau des Chores und zweier Schiffe und die Gründung des Klosters Santa Chiara.
Während der Markgrafenschaft Federicos II. ist auch die vollständige Erneuerung der Fassade des Palazzo Stanga – Rossi di San Secondo verzeichnet. Der Palast hatte bereits sein Vater Scipione I. in Cremona gekauft. Bei der Erneuerung verlieh man dem Gebäude aus dem 15. Jahrhundert ein barockes Aussehen, das bis heute erhalten ist, auch wenn das Marmorportal verstümmelt ist.

## Verwandte
Aus der Ehe von Federico II. und Maria Vittoria Rangoni, die 1688 geheiratet hatten, gingen drei Kinder hervor:
- Pier Maria V.  (1689–1754)
- Ippolito  (1691–1776), wurde Bischof von Camerino und Fabriano
- Troilo (* 1695)[4]